# Adam Wójcik
Adam Wójcik (* 20. April 1970 in Oława; † 26. August 2017 in Breslau) war ein polnischer Basketballspieler. Wójcik gilt mit 10 087 Punkten als Rekord-Korbschütze der höchsten polnischen Spielklasse Polska Liga Koszykówki (PLK) und als der erste Spieler, der in seiner Karriere in der PLK mehr als 10 000 Punkte erzielte. In seiner 25-jährigen Karriere im Herrenbereich gewann er acht polnische Meisterschaften und spielte zudem vier Spielzeiten im Ausland, wo er 1997 mit Spirou BC Charleroi auch die belgische Meisterschaft gewann. Mit der polnischen Nationalmannschaft nahm er an vier Endrunden der Basketball-Europameisterschaft teil.

## Karriere
Wójcik begann seine Karriere in den Jugendmannschaften von Gwardia aus Breslau, für die er 1987 auch seine ersten Spiele auf Seniorenebene in der höchsten Spielklasse PLK machte. Nach zunächst wenigen Einsätzen in seiner ersten Saison belegte er mit Gwardia 1989 nach zwei Vizemeisterschaften den sechsten Platz. Ein Jahr später erreichte die Mannschaft hinter Titelverteidiger Lech Posen und vor Lokalrivale Śląsk erneut die Vizemeisterschaft. Nach dem vierten Platz 1991 belegte Wójcik mit der polnischen Herren-Nationalmannschaft beim EM-Endrundenturnier 1991 den siebten Platz unter acht teilnehmenden Mannschaften. Es folgten in der polnischen Liga eine weitere Vizemeisterschaft 1992 und ein dritter Platz 1993. Ein Jahr später kam die unter dem Namen ASPRO antretende Mannschaft in der Platzierungsrunde der polnischen Meisterschaft noch auf den fünften Platz. Nachdem sich Gwardia aus der ersten Liga zurückgezogen hatte, wechselte Wójcik zur Saison 1994/95 nach Pruszków zu Znicz, die unter dem Namen Mazowszanka in der Finalserie der Meisterschaft Polonia aus Przemyśl besiegten und den viermaligen Serienmeister Śląsk ablösten. Śląsk kehrte aber bereits eine Spielzeit später in die Finalserie zurück, in der sie Bobry aus Bytom besiegten, zu denen Wójcik für die Saison 1995/96 gewechselt war. Wójcik hatte Bobry aber bereits im Dezember 1995 verlassen und war erstmals ins Ausland gewechselt, wo er ab Januar 1996 für Sunair aus Ostende in Belgien spielte. Die Mannschaft verlor jedoch die Finalserie um die belgische Meisterschaft gegen Spirou BC aus Charleroi, die erstmals den Titel errangen. Anschließend wechselte Wójcik zum belgischen Meister Spirou, der in der Gruppenphase der FIBA Europaliga 1996/97 aber nur einen Sieg in 16 Spielen erzielen konnte. In einer Neuauflage der Vorjahresfinalserie besiegte Spirou erneut Ostende und Wójcik gewann mit der Meisterschaft in Belgien auch einen Titel im Ausland.
Nach sechs Jahren erstmals wieder, und für die nächsten zehn Jahre letztmals, konnte sich die polnische Auswahl für das EM-Endrundenturnier 1997 qualifizieren. Nach einem Vorrundensieg über Lettland gelangen in der Zwischenrunde zwei weitere Siege über den ohne NBA-Stars angetretenen WM-Dritten Kroatien und die deutsche Basketballnationalmannschaft, was zur Qualifikation für das Viertelfinale reichte. Nach der Viertelfinalniederlage gegen den künftigen WM-Gastgeber Griechenland verpasste die polnische Auswahl mit der deutlichen Niederlage gegen den Nachbarn und olympischen Bronzemedaillen-Gewinner Litauen die Qualifikation für die WM 1998. Mit dem Sieg im abschließenden Platzierungsspiel über die Türkei sicherte sich Polen den siebten Platz. Für die Saison 1997/98 kehrte Wójcik nach Breslau zurück, wo er nach dem Rückzug von Gwardia für den Lokalrivalen Zepter Śląsk spielte. In der Finalserie der Meisterschaft konnte die Mannschaft knapp in sieben Spielen Titelverteidiger Znicz Pruszków bezwingen, mit den Wójcik 1995 seine erste polnische Meisterschaft gewonnen hatte. Es folgten drei weitere Meisterschaften bis 2001, in denen man jeweils in der Finalserie Anwil Włocławek bezwang. In dieser Zeit erreichte Śląsk auch dreimal das Viertelfinale im Saporta Cup, in dem dann jeweils Endstation war. Nach Trennung der Wettbewerbe zwischen FIBA Europa und ULEB verlor Śląsk im Achtelfinale der FIBA Suproleague 2000/01 in zwei Spielen gegen den späteren Titelgewinner Maccabi Tel Aviv.
Als Most Valuable Player der regulären Saison und der Play-offs der PLK wechselte Wójcik zur Saison 2001/02 erneut ins Ausland und spielte in der griechischen A1 Ethniki für GS Peristeri am Rande der Hauptstadt Athen. Als Dritter der griechischen Meisterschaft nahm die Mannschaft erneut an dem nun höchstrangigen europäischen Vereinswettbewerb EuroLeague 2001/02 teil, in der man nach nur drei Siegen in 14 Vorrundenspielen bereits frühzeitig ausschied. Auch in der nationalen Meisterschaft wurde Peristeri nur Sechster und schied in der ersten Play-off-Runde aus. Wójcik wechselte für die Saison 2002/03 in die spanische Liga ACB zum Vizemeister Unicaja aus Málaga, In der Zwischenrunde der 16 besten Mannschaften der EuroLeague 2002/03 gelang Unicaja in sechs Spielen nur ein Sieg und in der Play-off-Halbfinalserie der spanischen Meisterschaft verlor man knapp in fünf Spielen gegen Pamesa Valencia. Wójcik kehrte zur Saison 2003/04 mit nunmehr 33 Jahren erneut nach Breslau zu Idea Śląsk zurück, die jedoch in der Finalserie der Meisterschaft ihren elften Titelgewinn in 14 Jahren verpassten und klar gegen Prokom Trefl aus Sopot unterlagen. Die Mannschaft aus der Dreistadt schwang sich nach zwei Vizemeisterschaften und ihrem ersten Titelgewinn zur neuen dominierenden polnischen Mannschaft der folgenden Jahre auf und sollte auch die folgenden acht Meisterschaften gewinnen. Zur Saison 2004/05 verpflichteten sie zunächst einmal auch Wójcik, der mit dem Verein seine Meisterschaften sechs bis acht in Polen gewann. Nachdem Wójcik in der EuroLeague 2003/04 mit Idea Śląsk nach sechs Siegen in der Vorrunde frühzeitig ausgeschieden war, war Prokom Trefl in der EuroLeague 2004/05 die erste polnische Mannschaft, die die Zwischenrunde der 16 besten Mannschaften in der EuroLeague erreichte. Nach sieben Siegen in der Vorrunde blieb man dort jedoch sieglos. In den beiden folgenden Wettbewerben gewann Prokom Trefl in der Vorrunde nur fünf Spiele, was aber in der EuroLeague 2006/07 zum erneuten Einzug in die Zwischenrunde reichte, in der der Mannschaft beim Auswärtsspiel bei Efes Pilsen Istanbul nach Verlängerung ihr erster und einziger Sieg gelang.
Für das EM-Endrundenturnier 2007 konnte sich die polnische Auswahl erstmals wieder seit zehn Jahren für eine Endrunde qualifizieren, bei der auch der 37-jährige Wójcik im Kader vertreten war. Polen verlor jedoch alle drei Vorrundenspiele und schied frühzeitig aus. Beim ambitionierten Verein Prokom Trefl war kein Platz mehr für Wójcik, doch dieser beendete seine aktive Karriere vorerst nicht, sondern spielte eine weitere Saison im Ausland beim italienischen Erstligisten Pierrel aus Capo d’Orlando auf Sizilien in der Lega Basket Serie A. In der dritten Erstliga-Saison des Vereins qualifizierte man sich als Tabellensechster erstmals für die Play-offs um die Meisterschaft, in denen die Mannschaft gegen Pokalsieger A.IR. Avellino in der ersten Runde sieglos blieb. Aus wirtschaftlichen Gründen wurde der Mannschaft nach Saisonende die Lizenz entzogen und Wójcik kehrte wieder in sein Heimatland zurück, wo er in der Saison 2008/09 für den Erstliga-Aufsteiger PBG Basket aus Posen spielte, der auf dem drittletzten Tabellenplatz den Klassenerhalt erreichen konnte. Das EM-Endrundenturnier 2009 fand in Polen statt und der 39-jährige Wójcik durfte die polnische Auswahl noch einmal ins Feld führen. Nach zwei Auftaktsiegen unter anderem gegen den Nachbarn Litauen folgten jedoch vier Niederlagen in Vor- und Zwischenrunde und die Mannschaft belegte am Ende den neunten Platz. Nationaltrainer Muli Katzurin gab dem zuvor nicht eingesetzten Wójcik im letzten Spiel gegen den späteren Titelgewinner Spanien noch einmal elf Minuten Einsatzzeit. Zur Saison 2009/10 kehrte Wójcik nach Schlesien zurück und spielte für die Mannschaft von PGE Turów aus Zgorzelec in der Oberlausitz, die in dieser Spielzeit die einzige schlesische Mannschaft in der PLK war. Der vormalige Vizemeister verlor jedoch in den Viertelfinal-Play-offs gegen die wiedergegründeten Trefl Sopot, nachdem Serienmeister Prokom nach Gdynia umgezogen war. Nachdem Wójcik in der Saison 2010/11 für WKK aus Breslau nicht in der höchsten Spielklasse gespielt hatte, kehrte er für die Saison 2011/12 noch einmal in die PLK zurück, nachdem Rekordmeister Śląsk mit einer Wildcard in die PLK zurückkehrte. Am 7. März 2012 erzielte Wójcik seinen 10 000-sten Punkt in der PLK in einem Spiel gegen seine ehemalige Mannschaft PBG Posen. Śląsk belegte am Saisonende den siebten Platz und Wójcik beendete seine aktive Karriere nach 651 Spielen und 10 087 Punkten in der PLK.
Er starb am 26. August 2017 an Leukämie.